# Rhyacophila kumgangsanica
Rhyacophila kumgangsanica là một loài Trichoptera trong họ Rhyacophilidae. Chúng phân bố ở miền Cổ bắc.